# Hans Knappertsbusch
Hans Knappertsbusch född 12 mars 1888 i Elberfeld i Tyskland, död 25 oktober 1965, var en tysk dirigent. Knappertsbusch var anställd i Leipzig (1918-19), Dessau (1920-22), München (1922-36, 1951-65), Wiener Staatsoper (1936-45). Knappertsbusch har satt upp Richard Wagners Parsifal vid Bayreuthfestspelen.
Knappertsbusch var en tämligen konservativ uttolkare av musikverken, och hans Parsifal inspelningar från 1951 och 1962 räknas till hans bästa. Likaså den berömda valkyrieritten i ultrarapid (från Wagners Valkyrian). Hans sista framträdanden skedde i samband med föreställningarav Parsifaal I Bayreuth 1964, föreställningarna finns bevarade på CD.